# Allan Slutsky
Allan Slutsky, également connu par son nom de plume Dr. Licks (né à Philadelphie) est un arrangeur, guitariste, producteur de musique et historien américain.

## Biographie
Allan Slutsky a étudié la musique à l'Université Temple. Il a poursuivi ses études en guitare au Berklee College of Music à Boston dont il sort diplômé en 1978.
Allan Slutsky part alors pour Philadelphie où il commence à transcrire la musique sous le pseudonyme de « Dr. Licks ».
Slutsky a écrit le livre In the Shadows of Motown, qui retrace la vie du bassiste des Funk Brothers James Jamerson en 1987. Le livre a remporté le Rolling Stone/IMC Ralph J. Gleason Music Book Award en 1989.
Slutsky a produit le documentaire Standing in the Shadows of Motown, sorti en 2002. Le film a élargi le sujet à tous les membres des Funk Brothers, dont plusieurs étaient alors décédés. Le film a remporté deux Grammy Awards en 2003,.

## Livres
- Doctor Licks: Rock's Hottest Guitar Solos Transcribed Note for Note, 1982.
- The Art of Playing Rhythm & Blues Volume One: The 50's and 60's, 1987.
- Standing in the Shadows of Motown: The Life and Music of Legendary Bassist James Jamerson, 1989.
- The Funkmasters-the Great James Brown Rhythm Sections 1960-1973, 1997.
- Beyond Basics: Funk Guitar Rhythm Chops, 2002.
- Bobby Rydell: Teen Idol on the Rocks: A Tale of Second Chances, 2016.